# Сінт-Ніклас
Сінт-Ніклас (нід. Sint-Niklaas, фр. Saint-Nicolas) — бельгійське місто у провінції Східна Фландрія.
Сінт-Ніклас столиця та найбільше місто регіону Васланд, який розташовується на кордоні провінцій Антверп та Східна Фландрія. Місто відомо своєю найбільшою в Бельгії ринковою площею.

## Пам'ятки
- Церква Святого Миколая була заснована в 13 столітті і дала назву місту. Після важкого пошкодження в 16 столітті, інтер'єр церкви був перероблений у стилі бароко.
- Мала семінарія Святого Йосипа, католицька школа.
- Церква Богоматері, побудована в 19-му столітті, славиться своїм інтер'єром Візантійського відродження, та шестиметровою статуєю Богоматері на вершині, покритою чистою золотом.
- Ратуша в стилі готичного відродження, яка була побудована замість згорівшої старої ратуші.
- Найбільша ринкова площа у Бельгії, заснована Маргаритою II графинею Фландрською.
- Музей Герарда Меркатора, який веде історію картографії до її витоків. У музеї також розміщені два оригінальні глобуси, що належали знаменитому картографу.

## Галерея

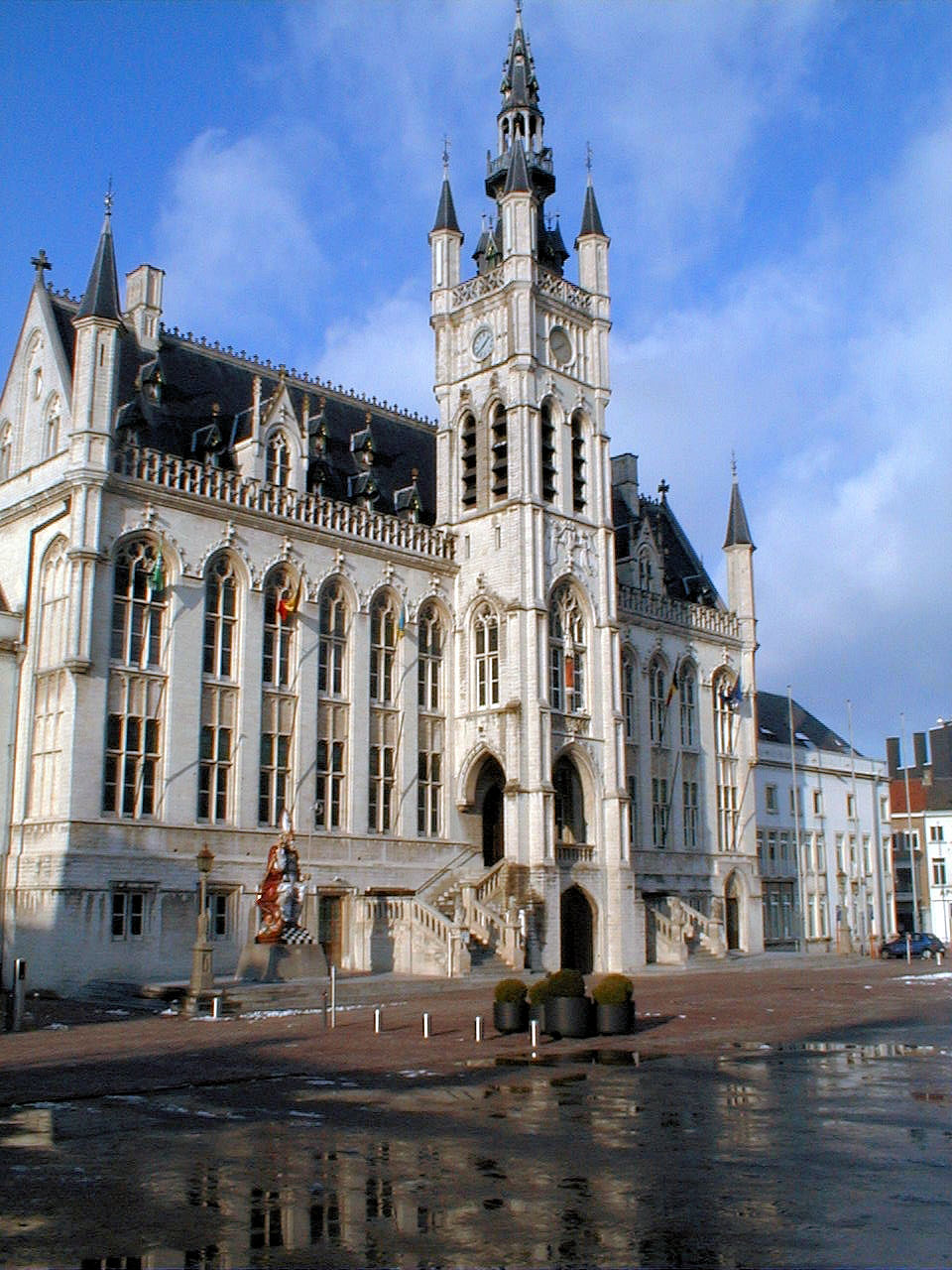
Міська ратуша
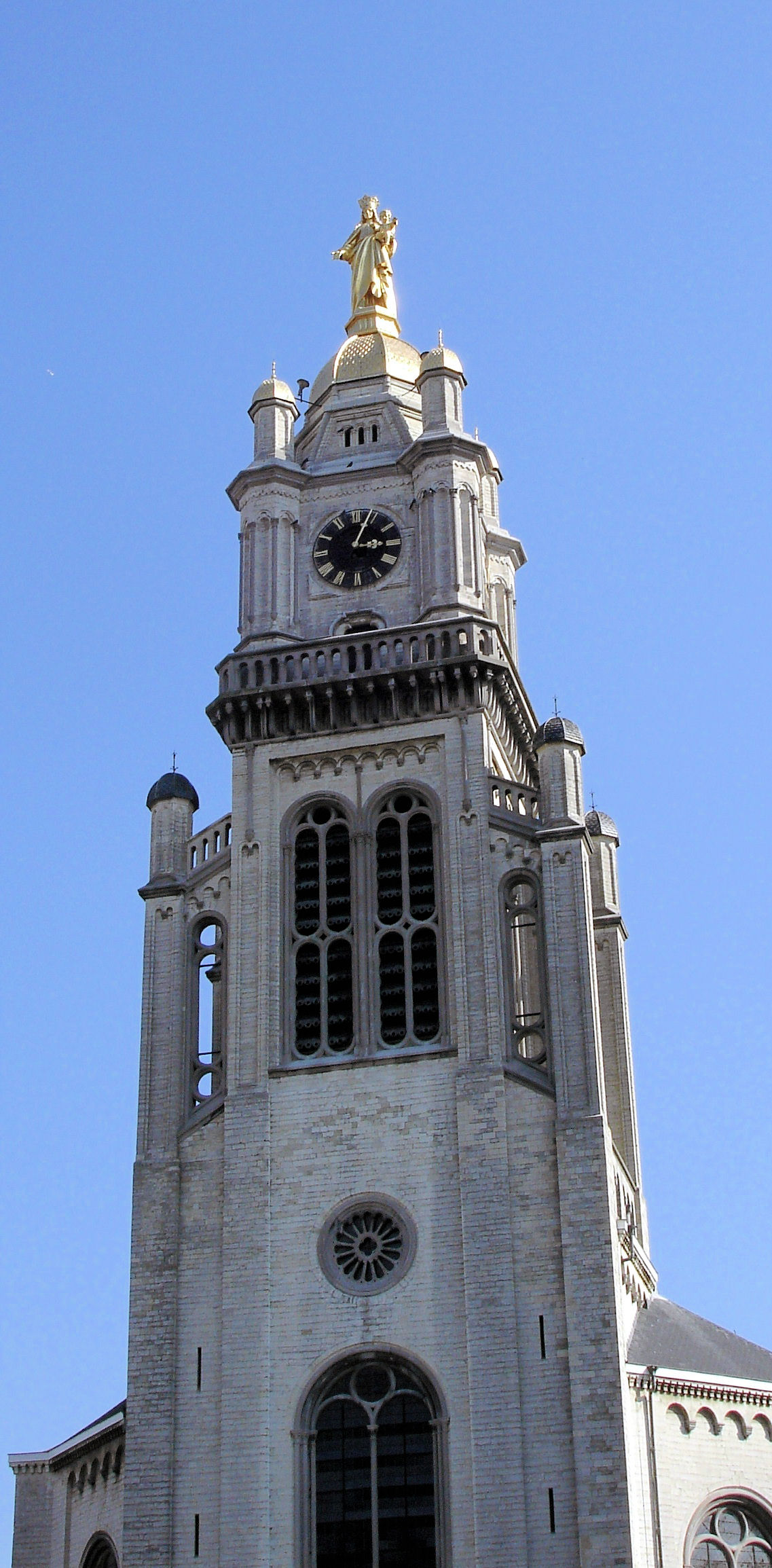
Церква Богоматері
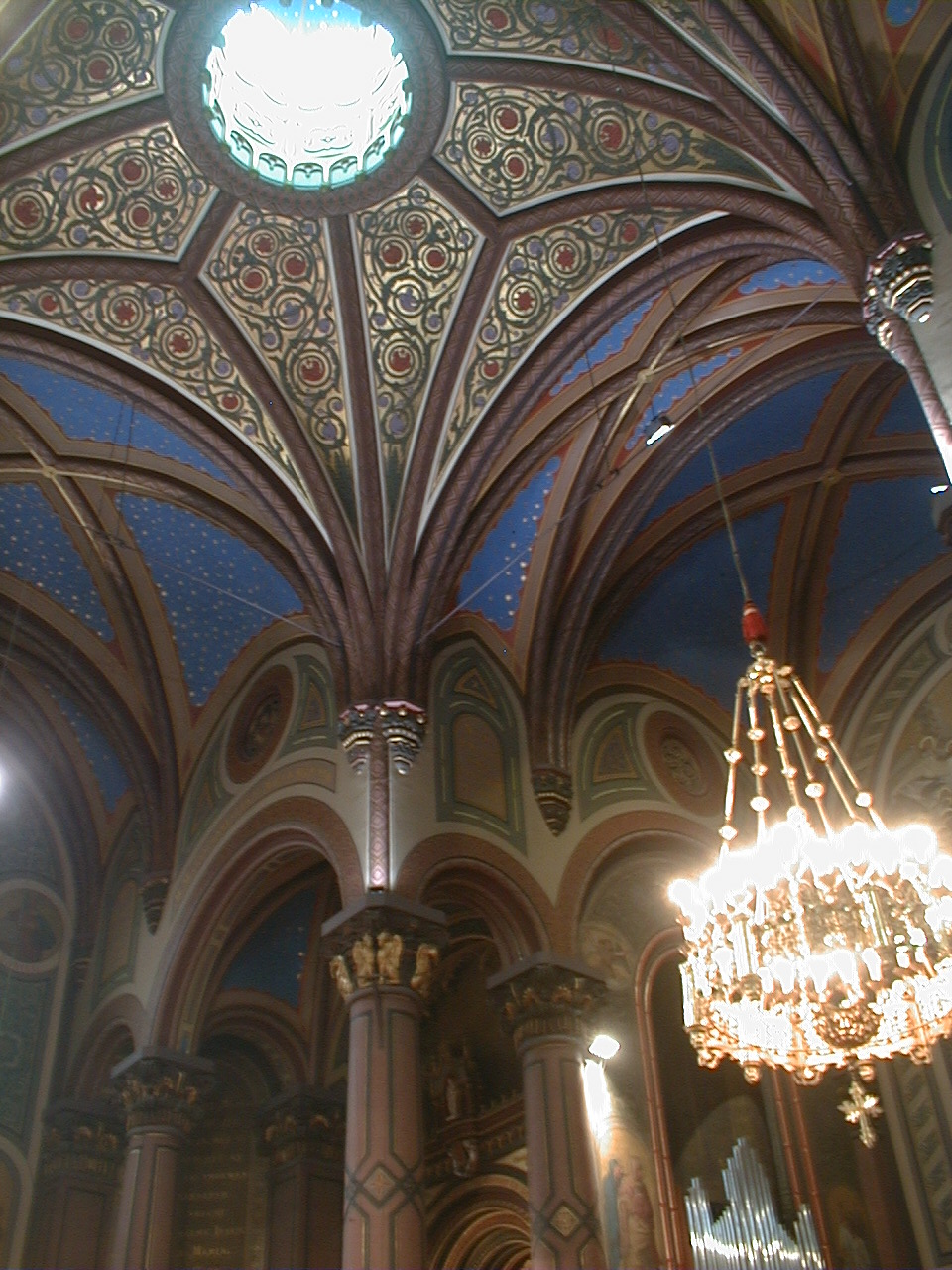
Фреска в нео-візантійському стилі Церкви Богоматері
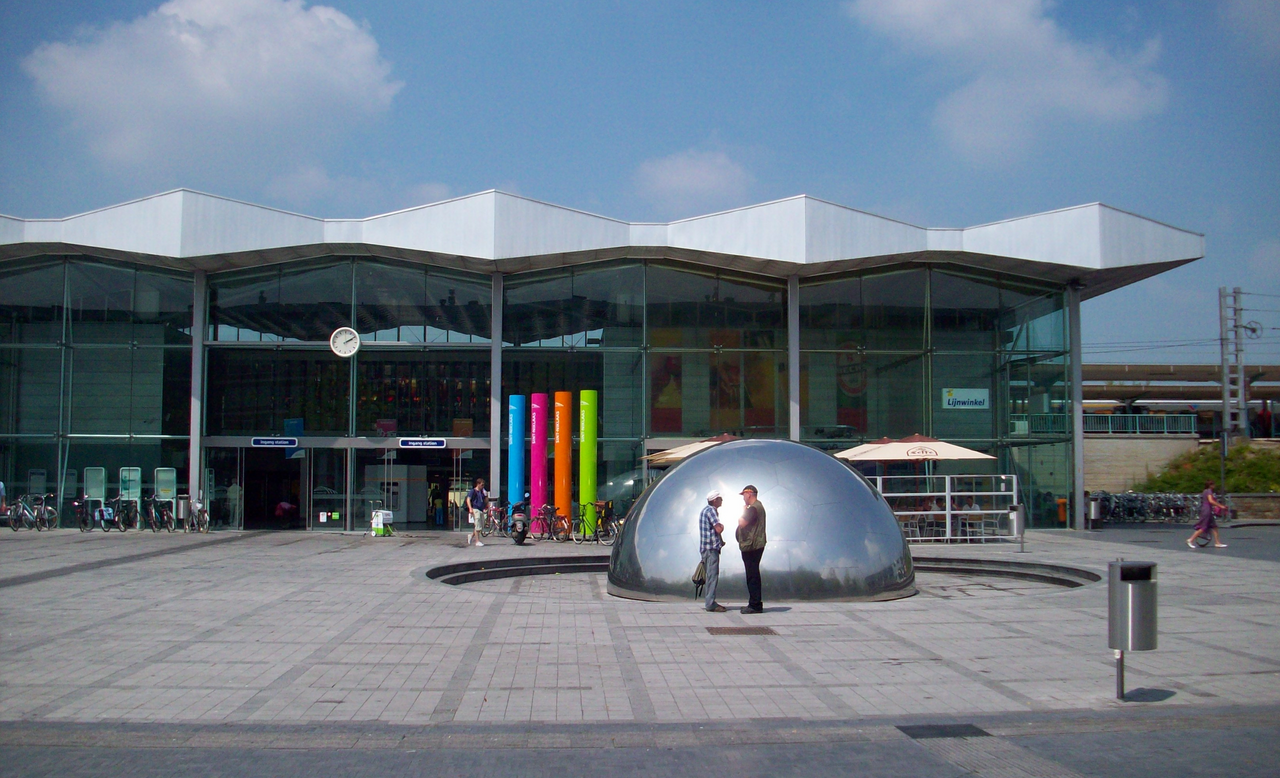
Залізничний вокзал

## Міста-побратими
- Кольмар, Франція
- Лукка, Італія
- Берестя, Білорусь
- Абінгдон, Велика Британія
- Шонгау, Німеччина
- Гронінген, Нідерланди
- Табор, Чехія
- Кршко, Словенія

## Відомі уродженці
- Том Лануа — фламандський письменник.

1. 1 2  Global LEI index